# Clément Depres
Clément Depres (Nîmes, 25 novembre 1994) è un calciatore francese, attaccante del Nîmes.

## Caratteristiche tecniche
È un centravanti.

## Carriera

### Club
Cresciuto nelle giovanili del Nîmes, ha esordito in prima squadra il 21 novembre 2014 in occasione del match di Ligue 2 perso 2-0 contro il Créteil-Lusitanos.
Per la stagione 2016-2017 ha giocato in prestito al Châteauroux.
Il 14 giugno 2021 firma per il Rodez.